# Tournoi des Six Nations féminin 2021
Cet article traite de l'épreuve féminine. Pour la compétition masculine, voir Tournoi des Six Nations masculin 2021.
Pour un article plus général, voir Tournoi des Six Nations féminin.
Navigation
Tournoi féminin 2020 Tournoi féminin 2022
Le Tournoi des Six Nations féminin 2021 est la vingt-sixième édition du Tournoi, une compétition annuelle de rugby à XV, et la vingtième disputée par six équipes européennes : Angleterre, pays de Galles, Irlande, France, Écosse et Italie.
Habituellement joué aux mois de février et mars, aux mêmes dates que le tournoi masculin, le comité des Six Nations annonce le 3 février que le tournoi se déroulera en avril, sur un nouveau format similaire à celui de la Coupe d'automne des nations. 

## Matchs

Nations participantes au Tournoi

### Phase de poule
Les heures sont données dans les fuseaux utilisés par le pays qui reçoit : WET (UTC+0) dans les îles Britanniques et CET (UTC+1) en France et en Italie.
| Le 3 avril à 14 h | Castle Park (en), Doncaster | Angleterre | 52 - 10 | Écosse         |
| Le 3 avril à 21 h | Stade de la Rabine, Vannes  | France     | 53 - 0  | Pays de Galles |

| Le 10 avril à 15 h | Stade Sergio-Lanfranchi, Parme | Italie         | 3 - 67 | Angleterre |
| Le 10 avril à 14 h | Cardiff Arms Park, Cardiff     | Pays de Galles | 0 - 45 | Irlande    |

| Le 17 avril à 14 h | Donnybrook Rugby Ground, Dublin | Irlande | 15 - 56 | France |
| Le 17 avril à 18 h | Scotstoun Stadium, Glasgow      | Écosse  | 20 - 41 | Italie |

#### Groupe A

##### Classement
| Rang | Nation     | J | V | N | D | Bo | Bd | Pm  | Pe | Diff | Pts |
| ---- | ---------- | - | - | - | - | -- | -- | --- | -- | ---- | --- |
| 1    | Angleterre | 2 | 2 | 0 | 0 | 2  | 0  | 119 | 13 | +106 | 10  |
| 2    | Italie     | 2 | 1 | 0 | 1 | 1  | 0  | 44  | 87 | -43  | 5   |
| 3    | Écosse     | 2 | 0 | 0 | 2 | 0  | 0  | 30  | 93 | -63  | 0   |

##### Matchs
| 3 avril 2021 14 h | Angleterre bo | 52 - 10 (33 - 3) | Écosse | Castle Park (en), Doncaster Arbitre : Aurélie Groizeleau |
| 3 avril 2021 14 h | Essai(s) : 8 Packer (9e), Riley (16e), Davies (27e), B.Cleall (35e), Breach (37e), Rowland (43e), P.Cleall (70e), de pénalité (77e) Transformation(s) : 6 Scarratt (27e, 35e, 38e, 44e), de pénalité (77e) Carton(s) jaune(s) : 2 P.Cleall (51e), Davies (57e) | Rapport          | Essai(s) : 1 Smith (54e) Transformation(s) : 1 Nelson (55e) Pénalité(s) : 1 Nelson (23e) Carton(s) jaune(s) : 2 Thomson (35e), McMillan (78e) Carton(s) rouge(s) : 1 Wright (63e) | Castle Park (en), Doncaster Arbitre : Aurélie Groizeleau |
| 3 avril 2021 14 h | | Rapport          | | Castle Park (en), Doncaster Arbitre : Aurélie Groizeleau |

| 10 avril 2021 15 h | Italie                                                                                 | 3 - 67 (3 - 17) | Angleterre bo | Stade Sergio-Lanfranchi, Parme Arbitre : Aurélie Groizeleau |
| 10 avril 2021 15 h | Pénalité(s) : 1 Sillari (35e) Carton(s) jaune(s) : 2 Barattin (54e), Skofca (en) (70e) | Rapport         | Essai(s) : 9 Scarratt (23e), Fleetwood (en) (30e), Dow (55e, 61e), Millar-Mills (en) (58e), Rowland (60e), B.Cleall (70e), MacDonald (79e), Davies (80e+3) Transformation(s) : 8 Scarratt (24e, 32e, 56e, 58e, 61e, 63e, 71e, 79e) Pénalité(s) : 2 Rowland (37e), Scarratt (47e) Carton(s) jaune(s) : 1 Scarratt (34e) | Stade Sergio-Lanfranchi, Parme Arbitre : Aurélie Groizeleau |
| 10 avril 2021 15 h |                                                                                        | Rapport         | | Stade Sergio-Lanfranchi, Parme Arbitre : Aurélie Groizeleau |

| 17 avril 2021 18 h | Écosse | 20 - 41 (10 - 19) | Italie bo | Scotstoun Stadium, Glasgow Arbitre : Nikki O'Donnell |
| 17 avril 2021 18 h | Essai(s) : 2 Skeldon (23e), Wassell (73e) Transformation(s) : 2 Nelson (24e, 74e) Pénalité(s) : 2 Nelson (40e, 46e) | Rapport           | Essai(s) : 7 Rigoni (7e, 68e), Furlan (10e, 59e, 79e), Arrighetti (40e+1), Ostuni Minuzzi (42e) Transformation(s) : 3 Sillari (8e, 40e+2, 80e) | Scotstoun Stadium, Glasgow Arbitre : Nikki O'Donnell |
| 17 avril 2021 18 h | | Rapport           | | Scotstoun Stadium, Glasgow Arbitre : Nikki O'Donnell |

#### Groupe B

##### Classement
| Rang | Nation         | J | V | N | D | Bo | Bd | Pm  | Pe | Diff | Pts |
| ---- | -------------- | - | - | - | - | -- | -- | --- | -- | ---- | --- |
| 1    | France         | 2 | 2 | 0 | 0 | 2  | 0  | 109 | 15 | +94  | 10  |
| 2    | Irlande        | 2 | 1 | 0 | 1 | 1  | 0  | 60  | 56 | +4   | 5   |
| 3    | Pays de Galles | 2 | 0 | 0 | 2 | 0  | 0  | 0   | 98 | -98  | 0   |

##### Matchs
| 3 avril 2021 21 h | France bo | 53 - 0 (31 - 0) | Pays de Galles                       | Stade de la Rabine, Vannes Arbitre : Nikki O'Donnell |
| 3 avril 2021 21 h | Essai(s) : 8 Boujard (3e, 6e, 15e), Sochat (35e), Gros (53e, 62e), Boulard (78e), Touyé (80e+4) Transformation(s) : 5 Bourdon (4e, 7e, 16e, 36e, 63e) Pénalité(s) : 1 Bourdon (31e) | Rapport         | Carton(s) jaune(s) : 1 Evans (80e+4) | Stade de la Rabine, Vannes Arbitre : Nikki O'Donnell |
| 3 avril 2021 21 h | | Rapport         |                                      | Stade de la Rabine, Vannes Arbitre : Nikki O'Donnell |

| 10 avril 2021 14 h | Pays de Galles | 0 - 45 (0 - 31) | Irlande bo | Cardiff Arms Park, Cardiff Arbitre : Hollie Davidson |
| 10 avril 2021 14 h |                | Rapport         | Essai(s) : 7 Considine (3e, 18e), Parsons (10e, 15e), Naoupu (en) (28e), Wall (72e), Tyrrell (80e+1) Transformation(s) : 5 Tyrrell (12e, 19e, 28e, 74e, 80e+2) | Cardiff Arms Park, Cardiff Arbitre : Hollie Davidson |
| 10 avril 2021 14 h |                | Rapport         | | Cardiff Arms Park, Cardiff Arbitre : Hollie Davidson |

| 17 avril 2021 14 h | Irlande | 15 - 56 (8 - 38) | France bo | Donnybrook Rugby Ground, Dublin Arbitre : Sara Cox |
| 17 avril 2021 14 h | Essai(s) : 2 Moloney (27e), Hooban (en) (74e) Transformation(s) : 1 Flood (75e) Pénalité(s) : 1 Tyrrell (6e) Carton(s) jaune(s) : 2 McDermott (en) (23e), Murphy Crowe (66e) | Rapport          | Essai(s) : 7 Boujard (14e, 47e), Boulard (19e), de pénalité (22e), N'Diaye (34e), Banet (39e, 72e), R.Ménager (57e) Transformation(s) : 5 Drouin (15e, 20e, 35e, 40e), de pénalité (22e) Pénalité(s) : 2 Drouin (31e, 66e) | Donnybrook Rugby Ground, Dublin Arbitre : Sara Cox |
| 17 avril 2021 14 h | | Rapport          | | Donnybrook Rugby Ground, Dublin Arbitre : Sara Cox |

### Phase de classement
| Match pour la 5e place 24 avril 2021 18 h | Écosse | 27 - 20 (17 - 6) | Pays de Galles | Scotstoun Stadium, Glasgow Arbitre : Clara Munarini |
| Match pour la 5e place 24 avril 2021 18 h | Essai(s) : 4 Gaffney (5e), Kennedy (en) (29e), Belisle (35e), Gallagher (54e) Transformation(s) : 2 Nelson (30e, 55e) Pénalité(s) : 1 Nelson (70e) | Rapport          | Essai(s) : 2 Neumann (42e), C.Lewis (en) (80e+3) Transformation(s) : 2 Wilkins (43e, 80e+4) Pénalité(s) : 2 Wilkins (21e, 26e) | Scotstoun Stadium, Glasgow Arbitre : Clara Munarini |
| Match pour la 5e place 24 avril 2021 18 h | | Rapport          | | Scotstoun Stadium, Glasgow Arbitre : Clara Munarini |

Le match doit initialement se dérouler en Italie mais la Fédération italienne accepte finalement qu'il soit inversé afin de pouvoir se disputer.
| Match pour la 3e place 24 avril 2021 13 h | Irlande | 25 - 5 (8 - 0) | Italie                     | Donnybrook Rugby Ground, Dublin Arbitre : Sara Cox |
| Match pour la 3e place 24 avril 2021 13 h | Essai(s) : 4 Wall (9e), Murphy Crowe (44e, 80e+1), Moloney (52e) Transformation(s) : 1 Flood (45e) Carton(s) jaune(s) : 1 Naoupu (en) (21e) | Rapport        | Essai(s) : 1 Bettoni (69e) | Donnybrook Rugby Ground, Dublin Arbitre : Sara Cox |
| Match pour la 3e place 24 avril 2021 13 h | | Rapport        |                            | Donnybrook Rugby Ground, Dublin Arbitre : Sara Cox |

| Finale 24 avril 2021 15 h | Angleterre                                                                                      | 10 - 6 (7 - 0) | France                            | Twickenham Stoop, Twickenham Arbitre : Hollie Davidson |
| Finale 24 avril 2021 15 h | Essai(s) : 1 P.Cleall (39e) Transformation(s) : 1 Scarratt (40e) Pénalité(s) : 1 Scarratt (79e) | Rapport        | Pénalité(s) : 2 Drouin (45e, 72e) | Twickenham Stoop, Twickenham Arbitre : Hollie Davidson |
| Finale 24 avril 2021 15 h |                                                                                                 | Rapport        |                                   | Twickenham Stoop, Twickenham Arbitre : Hollie Davidson |

## Actrices du Tournoi des Six Nations

### Joueuses

#### Angleterre
Le 26 mars 2021, le sélectionneur de l'équipe d'Angleterre, Simon Middleton (en), dévoile son groupe de 38 joueuses retenues pour la compétition. Sarah Hunter effectue son retour et est nommé capitaine.
| Entraîneur | Entraîneur             | Simon Middleton (en) |
| Avants     | Pilier                 | Hannah Botterman, Shaunagh Brown, Bryony Cleall, Vickii Cornborough, Detysha Harper, Flo Long (en), Maud Muir, Ellena Perry (en) |
| Avants     | Talonneur              | Amy Cokayne, Lark Davies |
| Avants     | Deuxième ligne         | Harriet Millar-Mills (en), Catherine O'Donnell, Emily Robinson, Abbie Ward                                                       |
| Avants     | Troisième ligne aile   | Zoe Aldcroft, Victoria Fleetwood (en), Alex Matthews, Marlie Packer                                                              |
| Avants     | Troisième ligne centre | Sarah Beckett, Poppy Cleall, Sarah Hunter                                                                                        |
| Arrières   | Demi de mêlée          | Claudia MacDonald, Leanne Riley, Flo Robinson                                                                                    |
| Arrières   | Demi d'ouverture       | Ellie Green (en), Zoe Harrison, Helena Rowland                                                                                   |
| Arrières   | Centre                 | Megan Jones, Amber Reed, Emily Scarratt, Lagi Tuima                                                                              |
| Arrières   | Ailier                 | Jessica Breach, Abby Dow, Lydia Thompson, Beth Wilcock (en)                                                                      |
| Arrières   | Arrière                | Merryn Doidge (en), Ellie Kildunne, Sarah McKenna                                                                                |

#### Écosse
L'équipe d'Écosse convoque un groupe de 31 joueuses, dont quatre non capées, pour la compétition. Rachel Malcolm est nommée capitaine.
Pour la deuxième journée, Nicola Howat (en) est également convoquée. Helen Nelson est la capitaine en l'absence de Rachel Malcolm, blessée.
| Entraîneur | Entraîneur             | Bryan Easson                                                                                                  |
| Avants     | Pilier                 | Leah Bartlett, Christine Belisle, Lisa Cockburn, Katie Dougan, Megan Kennedy (en), Panashe Muzambe (en)       |
| Avants     | Talonneur              | Jodie Rettie, Lana Skeldon, Molly Wright                                                                      |
| Avants     | Deuxième ligne         | Nicola Howat (en), Louise McMillan, Emma Wassell                                                              |
| Avants     | Troisième ligne aile   | Evie Gallagher, Rachel Malcolm , Rachel McLachlan                                                             |
| Avants     | Troisième ligne centre | Siobhan Cattigan                                                                                              |
| Arrières   | Demi de mêlée          | Jenny Maxwell (en), Mairi McDonald                                                                            |
| Arrières   | Demi d'ouverture       | Sarah Law, Helen Nelson                                                                                       |
| Arrières   | Centre                 | Hannah Smith, Lisa Thomson, Evie Wills                                                                        |
| Arrières   | Ailier                 | Shona Campbell, Abi Evans (en), Megan Gaffney, Coreen Grant, Rhona Lloyd, Liz Musgrove, Rachel Shankland (en) |
| Arrières   | Arrière                | Chloe Rollie, Evie Tonkin (en)                                                                                |

#### France
L'encadrement de l'équipe de France annonce le 23 mars 2021 une liste de 35 joueuses.
À partir de la deuxième journée, Caroline Drouin, Carla Neisen et Jade Ulutule sont également convoquées.
| Entraîneur | Entraîneur             | Annick Hayraud                                                                                    |
| Avants     | Pilier                 | Rkya Ait Lahbib, Rose Bernadou, Annaëlle Deshayes, Maïlys Dhia Traoré, Célia Domain, Clara Joyeux |
| Avants     | Talonneur              | Agathe Sochat, Laure Touyé                                                                        |
| Avants     | Deuxième ligne         | Coumba Diallo, Lénaïg Corson, Madoussou Fall, Céline Ferer, Safi N'Diaye                          |
| Avants     | Troisième ligne aile   | Julie Annery, Gaëlle Hermet , Marjorie Mayans, Safi N'Diaye                                       |
| Avants     | Troisième ligne centre | Émeline Gros, Romane Ménager                                                                      |
| Arrières   | Demi de mêlée          | Pauline Bourdon, Alexandra Chambon, Laure Sansus                                                  |
| Arrières   | Demi d'ouverture       | Caroline Drouin, Camille Imart, Morgane Peyronnet                                                 |
| Arrières   | Centre                 | Maëlle Filopon, Carla Neisen, Élise Pignot, Jade Ulutule, Gabrielle Vernier                       |
| Arrières   | Ailier                 | Cyrielle Banet, Caroline Boujard, Marine Ménager                                                  |
| Arrières   | Arrière                | Emilie Boulard, Jessy Trémoulière                                                                 |

#### Pays de Galles
Pour la compétition, le sélectionneur du pays de Galles, Warren Abrahams convoque un groupe de 32 joueuses.
Keira Bevan déclare forfait pour l'intégralité de la compétition avant la première journée, elle est remplacée par Megan Davies.
| Entraîneur | Entraîneur             | Warren Abrahams                                                                 |
| Avants     | Pilier                 | Cerys Hale, Cara Hope, Gwenllian Jenkins (en), Donna Rose, Caryl Thomas         |
| Avants     | Talonneur              | Kelsey Jones, Molly Kelly (en), Robyn Lock (en)                                 |
| Avants     | Deuxième ligne         | Teleri Wyn Davies (en), Gwen Crabb, Abbie Fleming, Natalia John                 |
| Avants     | Troisième ligne aile   | Bethan Dainton (en), Georgia Evans, Manon Johnes (en), Shona Powell-Hughes (en) |
| Avants     | Troisième ligne centre | Siwan Lillicrap                                                                 |
| Arrières   | Demi de mêlée          | Keira Bevan , Megan Davies, Jade Knight (en), Jessica Roberts (en)              |
| Arrières   | Demi d'ouverture       | Elinor Snowsill, Florence Williams (en)                                         |
| Arrières   | Centre                 | Hannah Jones, Kerin Lake, Gemma Rowland (en), Niamh Terry, Megan Webb           |
| Arrières   | Ailier                 | Jasmine Joyce, Courtney Keight, Caitlin Lewis (en), Lisa Neumann                |
| Arrières   | Arrière                | Robyn Wilkins                                                                   |

#### Irlande
Le 23 mars 2021, Adam Griggs dévoile son groupe de 35 joueuses irlandaises pour la compétition.
| Entraîneur | Entraîneur             | Adam Griggs                                                                                    |
| Avants     | Pilier                 | Linda Djougang, Laura Feely (en), Leah Lyons (en), Katie O'Dwyer (en), Lindsay Peat (en)       |
| Avants     | Talonneur              | Emma Hooban (en), Neve Jones, Cliodhna Moloney                                                 |
| Avants     | Deuxième ligne         | Nichola Fryday, Brittany Hogan, Aoife McDermott (en), Grace Moore, Hannah O'Connor (en)        |
| Avants     | Troisième ligne aile   | Claire Boles, Anna Caplice (en), Claire Molloy (en), Chloe Pearse (en), Dorothy Wall           |
| Avants     | Troisième ligne centre | Ciara Griffin (en)                                                                             |
| Arrières   | Demi de mêlée          | Kathryn Dane (en), Alisa Hughes (en), Emily Lane, Ellen Murphy (en)                            |
| Arrières   | Demi d'ouverture       | Stacey Flood, Hannah Tyrrell                                                                   |
| Arrières   | Centre                 | Enya Breen, Katie Fitzhenry (en), Eve Higgins, Sene Naoupu (en)                                |
| Arrières   | Ailier                 | Lauren Delany, Aoife Doyle (en), Amee-Leigh Murphy Crowe, Béibhinn Parsons, Laura Sheehan (en) |
| Arrières   | Arrière                | Eimear Considine                                                                               |

#### Italie
Pour la première journée de la compétition, le sélectionneur de l'Italie, Andrea Di Giandomenico (it), convoque 26 joueuses dont trois non capées. Manuela Furlan est la capitaine de la sélection.
Pour la dernière journée, Michela Merlo est convoquée à la place de Giada Franco blessée à la cheville. Sara Seye fait également partie du groupe.
| Entraîneur | Entraîneur             | Andrea Di Giandomenico (it)                                             |
| Avants     | Pilier                 | Lucia Gai, Gaia Maris, Michela Merlo, Sara Seye, Erika Skofca (en)      |
| Avants     | Talonneur              | Melissa Bettoni, Lucia Cammarano (it), Silvia Turani                    |
| Avants     | Deuxième ligne         | Giordana Duca, Valeria Fedrighi, Isabella Locatelli, Sara Tounesi       |
| Avants     | Troisième ligne aile   | Ilaria Arrighetti, Giada Franco , Francesca Sgorbini, Beatrice Veronese |
| Avants     | Troisième ligne centre | Elisa Giordano                                                          |
| Arrières   | Demi de mêlée          | Sara Barattin, Sofia Stefan                                             |
| Arrières   | Demi d'ouverture       | Veronica Madia                                                          |
| Arrières   | Centre                 | Alyssa D'Incà, Beatrice Rigoni, Michela Sillari                         |
| Arrières   | Ailier                 | Manuela Furlan , Maria Magatti, Aura Muzzo, Sofia Rolfi                 |
| Arrières   | Arrière                | Vittoria Ostuni Minuzzi                                                 |

### Arbitres
| - Sara Cox - Hollie Davidson - Aurélie Groizeleau - Clara Munarini - Nikki O'Donnell |

## Statistiques individuelles

### Meilleure joueuse du Tournoi
L'anglaise Poppy Cleall est élue meilleure joueuse de la compétition.

### Meilleures marqueuses
| Rang | Joueuse                 | Équipe     | Essais |
| ---- | ----------------------- | ---------- | ------ |
| 1    | Caroline Boujard        | France     | 5      |
| 2    | Manuela Furlan          | Italie     | 3      |
| 3    | Émeline Gros            | France     | 2      |
| -    | Helena Rowland          | Angleterre | 2      |
| -    | Abigail Dow             | Angleterre | 2      |
| -    | Bryony Cleall           | Angleterre | 2      |
| -    | Lark Davies             | Angleterre | 2      |
| -    | Eimear Considine        | Irlande    | 2      |
| -    | Béibhinn Parsons        | Irlande    | 2      |
| -    | Emilie Boulard          | France     | 2      |
| -    | Cyrielle Banet          | France     | 2      |
| -    | Beatrice Rigoni         | Italie     | 2      |
| -    | Dorothy Wall            | Irlande    | 2      |
| -    | Cliodhna Moloney        | Irlande    | 2      |
| -    | Amee-Leigh Murphy Crowe | Irlande    | 2      |
| -    | Poppy Cleall            | Angleterre | 2      |

### Meilleures réalisatrices
| Rang | Joueur           | Équipe     | Points | Essais | Transf. | Pén. | Drops |
| ---- | ---------------- | ---------- | ------ | ------ | ------- | ---- | ----- |
| 1    | Emily Scarratt   | Angleterre | 39     | 1      | 14      | 2    | 0     |
| 2    | Caroline Boujard | France     | 25     | 5      | 0       | 0    | 0     |
| 3    | Helen Nelson     | Écosse     | 23     | 0      | 4       | 5    | 0     |
| 4    | Caroline Drouin  | France     | 20     | 0      | 4       | 4    | 0     |
| 5    | Hannah Tyrrell   | Irlande    | 18     | 1      | 5       | 1    | 0     |
| 6    | Manuela Furlan   | Italie     | 15     | 3      | 0       | 0    | 0     |
| 7    | Pauline Bourdon  | France     | 13     | 0      | 5       | 1    | 0     |
| -    | Helena Rowland   | Angleterre | 13     | 2      | 0       | 1    | 0     |

## Diffusion TV
- France : France Télévisions dispose des droits jusqu'en 2021[13]. Seuls les matchs de l'équipe de France sont diffusés, sur France 4 ou France 2.